# زیردریایی ارگونات (اس۶۳۶)
زیردریایی ارگونات (اس۶۳۶) (به انگلیسی: French submarine Argonaute (S636)) یک زیردریایی بود که طول آن ۴۹٫۶ متر (۱۶۲ فوت ۹ اینچ) بود. این زیردریایی در سال ۱۹۵۸ ساخته شد.